# Gefährliche Streiche
Gefährliche Streiche ist eine Fernsehreihe des ZDF aus den Jahren 1972 bis 1976. In 18 Episoden werden Kinder- und Lausbubenstreiche und ihre oft unabsehbaren Folgen geschildert. Die Ausstrahlung der ersten beiden Staffeln erfolgte am Sonntagnachmittag, die der dritten Staffel freitags im Vorabendprogramm.

## Handlung
Es wird geschildert, welche verheerenden Folgen zunächst harmlos anmutende Kinderstreiche haben können. Anstiftungen, Diebstähle, Fehlalarme oder Mobbing in einer Schulklasse sind aufgegriffene Themen. Jugendliche lassen sich in einem Kaufhaus einschließen oder schmuggeln sich in ein Linienflugzeug. Meist haben die Episoden ein gutes Ende und die Erwachsenen werden als Mitschuldige am Fehlverhalten der Kinder identifiziert.

## Hintergrund
Die Reihe sollte eine erzieherische und warnende Wirkung auf das jugendliche Publikum haben. Die in den einzelnen Episoden geschilderten Fälle basieren auf Unterlagen der Kriminalpolizei. Die Handlungen sind in sich abgeschlossen. Wechselnde Darsteller spielten die Hauptrollen.

## Schauspieler (Auswahl)
Folgende bekannte Darsteller spielten in der Fernsehreihe die Haupt- oder Nebenrollen: Kurd Pieritz, Heinz Lieven, Ingrid Buck-Setter, Christine Gerlach, Evelyn Meyka und Klaus Nägelen.

## Episoden

### Staffel 1
| Folge | Titel                   | Erstausstrahlung |
| ----- | ----------------------- | ---------------- |
| 1     | Blinde Passagiere       | 9. April 1972    |
| 2     | Baby gestohlen          | 16. April 1972   |
| 3     | Auf sie mit Gebrüll     | 23. April 1972   |
| 4     | Geld auf der Bank       | 30. April 1972   |
| 5     | Der Ausreißer           | 7. Mai 1972      |
| 6     | Kaiser, König, Edelmann | 14. Mai 1972     |

### Staffel 2
| Folge | Titel                   | Erstausstrahlung |
| ----- | ----------------------- | ---------------- |
| 7     | Einkauf nach Feierabend | 8. April 1973    |
| 8     | Die Zeitbombe           | 15. April 1973   |
| 9     | Goldesel streck’ dich   | 22. April 1973   |
| 10    | Der Erpresser           | 29. April 1973   |
| 11    | Der Spielplatz          | 6. Mai 1973      |
| 12    | Schuß und Treffer       | 13. Mai 1973     |
| 13    | Mutproben               | 20. Mai 1973     |

### Staffel 3
| Folge | Titel                | Erstausstrahlung |
| ----- | -------------------- | ---------------- |
| 14    | Knall und Fall       | 23. Juli 1976    |
| 15    | Die Schlange         | 30. Juli 1976    |
| 16    | Auto – Auto – Auto   | 6. August 1976   |
| 17    | Flug über die Grenze | 13. August 1976  |
| 18    | Alarm                | 27. August 1976  |